# Feld István
Feld István (Kaposvár, 1951–) régész, történész, az ELTE Bölcsészettudományi Kar tanszékvezető egyetemi docense.

## Tanulmányai
1970-ben érettségizett a pécsi Leőwey Klára Gimnáziumban. Felsőfokú tanulmányait az ELTE Bölcsészettudományi Kar történelem-régészet szakán, nappali tagozaton végezte 1971–1976 között. Régész-történész diplomát szerzett, szakdolgozatában Solymár váráról írt. 1996-tól az MTA doktora, a történelemtudományok kandidátusa. 2012-ben az ELTE-n habilitált doktori címet szerzett.

## Szakmai tevékenysége
ELTE-n végzett történelem-régészet tanulmányai végén az Országos Műemléki Felügyelőségnél helyezkedett el régészként. 1987 és 1995 között a Budapesti Történeti Múzeum régésze, főmuzeológusa, osztályvezetője. 1995-től a Miskolci Egyetem Bölcsészettudományi Karán a Művelődéstörténeti és Muzeológiai Tanszék adjunktusa, majd 1996-tól docense és tanszékvezetője. 2004-től az ELTE BTK-n a Magyar Középkori és Kora Újkori Régészeti Tanszék docense, 2006-tól tanszékvezetője. Egyetemi oktatási tevékenységének fő területei a középkori és kora újkori régészet, épületrégészet.
Fő kutatási területe a középkori és a kora újkori Magyarország vár-, erődítés és kastélyépítészete, városi lakóházai, anyagi kultúrája
Az alábbi feltárások illetve kutatások közreműködője:
- Solymár, középkori vár, 1972–1977, 2005–
- Füzér, középkori vár 1977–
- Pácin, reneszánsz kastély, 1978–1987
- Salgó, középkori vár, 1981–1984, 2000–2006
- Ozora, középkori vár, 1981–2008, 2013–
- Sárospatak, reneszánsz várkastély, 1994–2003
- Buda, Szent Zsigmond-templom, 1994–1995
- Gyula, középkori vár, 1995–2005

Tagsága szakmai szervezetekben:
- Magyar Régészeti és Művészettörténeti Társaság kb. 1980–
- Pulszky Társaság 1989–
- Castrum Bene Egyesület 1990–, elnök 1995–
- Deutsche Burgenvereiningung 1990–
- Wissenschaftlicher Beirat 1998–
- Internationaler Arbeitskreis für Hausforschung 1990–
- Schweizerischer Burgenverein 1990–
- Wartburg-Gesellschaft 1994–
- Společnost přátel starožitností 1998–
- ICOMOS Magyar Nemzeti Bizottság Vezetősége 2000–
- Magyar Régész Szövetség, alapító tag 2006–

## MTMT publikációs lista
Publikációs listája az MTMT-ben